# Artsenkrant
Artsenkrant is het Belgisch blad voor zowel huisartsen als specialisten dat uitgegeven wordt door Roularta HealthCare en elke 2 weken verschijnt. Het Franstalige zusterblad heet Le Journal du Médecin. Hoofdredacteur van de Nederlandstalige versie is Filip Ceulemans, van de Franstalige versie is dat Laurent Zanella.
Tezamen hebben ze een oplage van 26.000 exemplaren met een lezersbereik van 67% gedurende gemiddeld 33 minuten. Een deel van de kopij van de ene krant verschijnt na vertaling in de andere, vooral waar het gaat om praktijkmanagement, cultuur, vrije tijd en andere 'neutrale' onderwerpen. Gezien de uiteenlopende opinies, gebruiken en regelgeving over geneeskunde in Vlaanderen en Franstalig België, worden politieke en medisch-politieke onderwerpen meestal afzonderlijk behandeld in beide magazines.
Begin 2012 smolt Artsenkrant samen met De Huisarts, van het Roeselaarse mediaconcern Roularta Media Group. Beide uitgevers participeren nu in een joint venture, ActuaMedica, met een 50/50-verdeling.